# 孫露鷺
孙露鹭 （1995年4月16日—），中国女歌手，演员。蜜蜂少女隊和创造营2020参赛者。

## 早年经历
早年练习艺术体操，曾获得广东省艺术体操团体冠军，后因伤退役。
2016年4月2日，参加节目《蜜蜂少女隊》，为踢馆少女进入谢霆锋队。但最终未能加入女团“蜜蜂少女隊”。同年7月，参加浙江卫视的职业体验真人秀《挑战者联盟》。
2018年11月，成为《创造101》可米领誉参加组合Hao Girls的小分队HAO GIRLS-D的成员。
2020年，参加《创造营2020》。

## 音乐作品

### 创造营2020时期
| 发行时间 | 歌曲名称（歌曲说明）            | 原唱者           |
| 2020     | 《五毒》（初舞台）              |                  |
| 2020     | 《大碗宽面》 （第一次公演曲目） | 吴亦凡           |
| 2020     | 《你最最最重要》（主题曲）      | 创造营2020练习生 |

## 影视作品

### 电视剧/網絡劇
| 年份   | 劇名             | 角色   | 备注   |
| 2019年 | 《星座值守恋人》 |        |        |
| 2020年 | 《中二病會傳染》 |        |        |
| 2021年 | 《墓王之王》     | 寒千落 | 網絡劇 |
| 2021年 | 《愛上萌面大人》 | 吴琪   | 網絡劇 |

### 综艺节目
| 综艺节目       | 播出平台 | 播出时间   |
| 《蜜蜂少女队》 | 浙江卫视 | 2016.04.02 |
| 《挑戰者聯盟》 | 浙江卫视 | 2016.07.02 |
| 《创造营2020》 | 腾讯视频 | 2020.05.02 |

## 外部連結
- 孫露鷺的新浪微博